# Aggi Ásgerð Ásgeirsdóttir

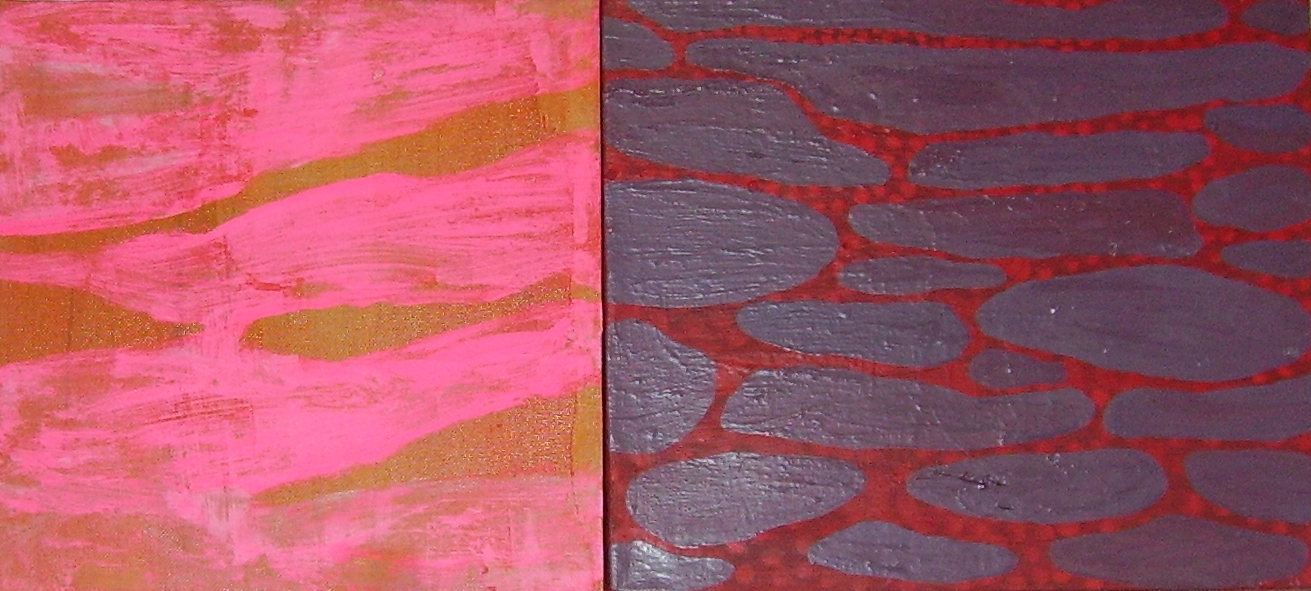
Sodródás, 2006

Aggi Ásgerð Ásgeirsdóttir (Tórshavn, 1966 –) feröeri festőnő. Egy ideig a suðuroyi vágurban lakott, jelenleg Argirban él.

## Pályafutása
1989-1990 között a koppenhágai Billedskolen hallgatója volt, 1990-1995 között pedig elvégezte a Fynske Kunstakademit, így két művészeti oktatási intézmény diplomájával rendelkezik.

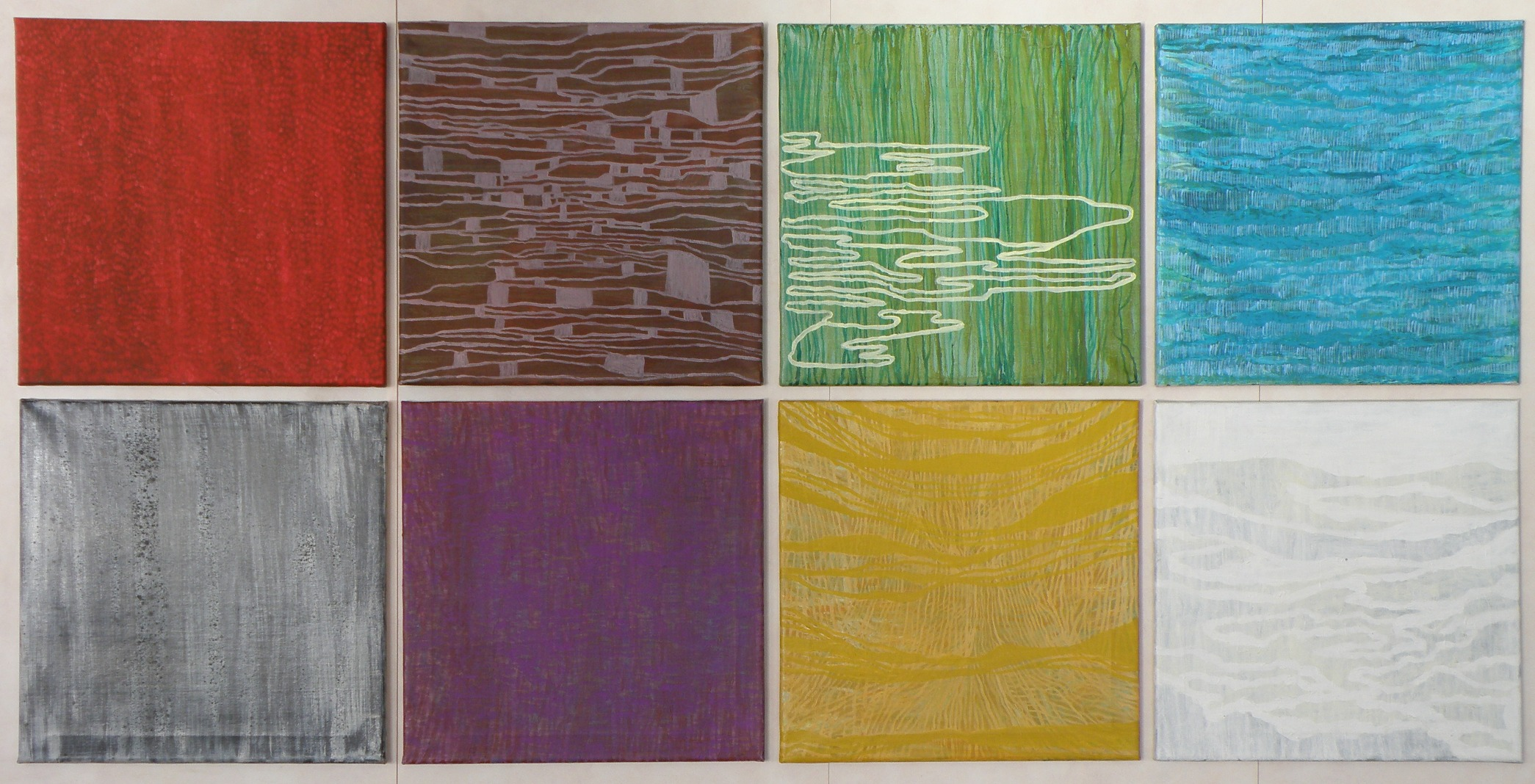
Carpe Diem, Aggi Ásgerð Ásgeirsdóttir művei az M/F Smyril komphajó fedélzetén

2005-ben, amikor a Strandfaraskip Landsins lecserélte legnagyobb komphajóját, az M/F Smyrilt, úgy döntöttek, hogy a hajót fiatal művészek munkáival díszítik. A hét kiválasztott művész egyike Aggi Ásgerð Ásgeirsdóttir lett Carpe Diem című sorozatával.
Ugyanebben az évben II. Margit dán királynő és Henrik herceg feröeri látogatása során felkereste az ő műhelyét is, Vágur község önkormányzata pedig az ő két festményét ajándékozta a királyi párnak.
Számos kiállítása volt Feröeren és külföldön mind másokkal együtt, mind egyedül.
2008-ban indult az önkormányzati választásokon a Tjóðveldi színeiben.

## Magánélete
Nagynénje, Vígdis Sigmundsdóttir szintén festő.